# 영주 부석사 고려목판
영주 부석사 고려목판(榮州 浮石寺 高麗木板)은 대한민국 경상북도 영주시 부석면, 부석사에 있는 고려시대의 목판이다. 1982년 5월 12일 대한민국의 보물 제735호로 지정되었다.

## 개요
영주 부석사 고려목판(榮州 浮石寺 高麗木板)은 부석사에 있는『화엄경』정원본 40권, 진본 60권, 주본 80권 등 3종의 대방광불화엄경을 나무판에 새긴 것이다. 대방광불화엄경은 줄여서 ‘화엄경’이라 부르기도 하는데 화엄종의 근본경전으로 법화경과 함께 한국 불교사상 확립에 가장 크게 영향을 끼친 경전이다.
정원본(貞元本)은 반야가 번역한 화엄경 40권을 가리키고, 진본(晋本)은 불타발타라가 번역한 화엄경 60권을, 주본(周本)은 실차난타가 번역한 화엄경 80권을 가리킨다. 이 판은 모두 합쳐 634판이며 한 줄에 34자씩 글자를 배열한 특이한 형식이다.
13∼14세기경 거란에서 불경을 수입하여 나무판에 다시 새긴 것으로 추정되며, 현재 전해지는 유일한 거란본 계열의 각판으로 매우 중요한 자료이다. 우리나라 화엄종의 창시자인 의상대사가 창건하여 화엄사상을 발전시켜 나간 부석사에 소장되어 있다는 점에서 그 가치가 더욱 크다.

## 같이 보기
- 목판
- 충명국사

## 참고 자료
- 영주 부석사 고려목판 - 국가유산청 국가유산포털